# Матико Кё
Матико Кё (яп. 京 マチ子 Кё: Матико, 25 марта 1924, Осака, Хонсю, Япония — 12 мая 2019) — японская актриса.

## Биография

### Ранние годы
Яно Мотоко (矢野元子) родилась 25 марта 1924 года в бедной семье в трущобах Осаки, была единственным ребенком в семье. Отец бросил семью, когда ей было 5 лет; её растили мама и бабушка.
В 1936 году вынуждена была оставить школу из-за отсутствия денег на дальнейшее образование. Тогда же у неё начали проявлять актёрские способности: она могла петь и танцевать часами напролет. Мать отдала её на обучение в музыкальную школу при театре Осака Сётику Кагекидан (ОСК — популярный женский театр в Осаке). Через год Яно была зачислена в труппу театра и взяла псевдоним Матико Кё (京マチ子). Выступала в женских амплуа.
Во время Второй мировой войны дом её семьи дважды сгорал в результате авианалётов.

### Кино
Первую роль сыграла в 1944 году в фильме «Tengu Daoshi» кинокомпании Shochiku. В 1949 году исполнила главную роль в фильме «Замок Тануки» («Tanuki Goten»), после которого получила от кинокомпании «Daiei» предложение о постоянном контракте и покинула театр.
В 1950 году достигла международной известности, снявшись в главной роли в фильме Акиры Куросавы «Расёмон». За роль в фильме Тэйноскэ Кинугасы «Врата ада» (1953) удостоилась звания «Лучшей интернациональной звезды» от Совета кинокритиков США.
В 1956 году отправилась в тур по Америке, снялась в американском фильме «Чайная церемония» с Марлоном Брандо и Гленном Фордом в главных ролях; за эту роль в 1957 году была номинирована на премию «Золотой глобус» как лучшая актриса в номинации «Комедия, мюзикл».
В 1966 году участвовала в совместном советско-японском фильме «Маленький беглец» с Юрием Никулиным в одной из главных ролей.
В 1960-х годах начала выступать в традиционных танцевальных представлениях, продюсируемых Фукуко Иси.
В 1971 году киностудия «Daiei» объявила о банкротстве. После её расформирования Матико Кё вернулась на театральную сцену, начала сниматься в телесериалах.
Последнюю роль сыграла в телевизионной драме «Haregi Koko Ichiban» на канале NHK. В 2006 году завершила карьеру. Жила в своём особняке в Осаке.
Скончалась от сердечной недостаточности 12 мая 2019 года в токийской больнице. По решению родственников траурные мероприятия не проводились.

## Личная жизнь
Матико Кё никогда не была замужем и не имела детей. Достоверно известно лишь об одном её романе — с президентом киностудии «Daiei» Масаити Нагатой.
В 1965 году приобрела роскошную квартиру площадью 219 м² и стоимостью более 100 миллионов йен; кооператив «Olympia», где располагалась квартира, находился в одном из престижнейших районов Токио — Харадзюку. Ходили слухи о том, что эта квартира — прощальный подарок Нагаты.

## Избранная фильмография
- 1950 — Расёмон / 羅生門 / Rashomon (реж. Акира Куросава)
- 1953 — Сказки туманной луны после дождя / 雨月物語 / Ugetsu monogatari (реж. Кэндзи Мидзогути)
- 1953 — Старший брат, младшая сестра / Ani imoto (реж. Микио Нарусэ)
- 1953 — Врата ада / 地獄門 / Jigokumon (реж. Тэйноскэ Кинугаса)
- 1955 — Ян Гуйфэй / 楊貴妃 / Yokihi (реж. Кэндзи Мидзогути)
- 1956 — Район красных фонарей / 赤線地帯 / Akasen chitai (реж. Кэндзи Мидзогути)
- 1956 — Чайная церемония / The Teahouse of the August Moon (реж. Дэниэл Манн)
- 1959 — Ключ / 鍵 / Kagi (реж. Кон Итикава)
- 1959 — Плывущие водоросли / 浮草 / Ukigusa (реж. Ясудзиро Одзу)
- 1960 — Заповедь женщины / 女経 / Jokyo (новелла «Женщина, которая забыла о любви»; реж. Кодзабуро Ёсимура)
- 1966 — Чужое лицо / 他人の顔 / Tanin no kao (реж. Хироси Тэсигахара)
- 1966 — Маленький беглец / 小さい逃亡者 / Chiisai tôbôsha (СССР — Япония, реж. Эдуард Бочаров и Тэйноскэ Кинугаса)
- 1976 — Мужчине живётся трудно. Фильм 18: Собрание возвышенных чувств Торадзиро / 男はつらいよ　寅次郎純情詩集 / Otoko wa tsurai yo: Torajirô junjô shishû (реж. Ёдзи Ямада)